# Cryonics
Cryonics es el primer álbum de la banda estadounidense de screamo, Hot Cross. Este álbum fue lanzado el 20 de mayo de 2003, bajo el sello discográfico Level Plane. 

## Canciones
1. Fortune teller – 3:26
2. A weekend spent askance – 2:09
3. Pretty picture of a broken face – 3:11
4. A tale for the ages – 4:11
5. Dissertation: 14 – 3:32
6. In memory of morvern – 3:02
7. Patience and prudence – 2:56
8. Frozen by tragedy – 2:44
9. Figure eight – 3:17
10. Requiescat – 4:22